# شاوون
روستای شاوون علیا یکی از روستاهای استان اردبیل ایران است که در ۳۰ کیلومتری شهرستان گرمی قرار دارد. این روستا دارای ۳۰ خانوار بوده و ۱۵۷ نفر جمعیت دارد.
از سمت شمال به روستای عرفان‌تپه، از سوی شرق به روستای قوزلو، از سوی جنوب به روستای بیعرق، و از سوی غرب به روستای قره یتاق محدود است.
آرامگاه سید نجفقلی در این روستا قرار دارد.

## اقامتگاه بوم گردی شوئون

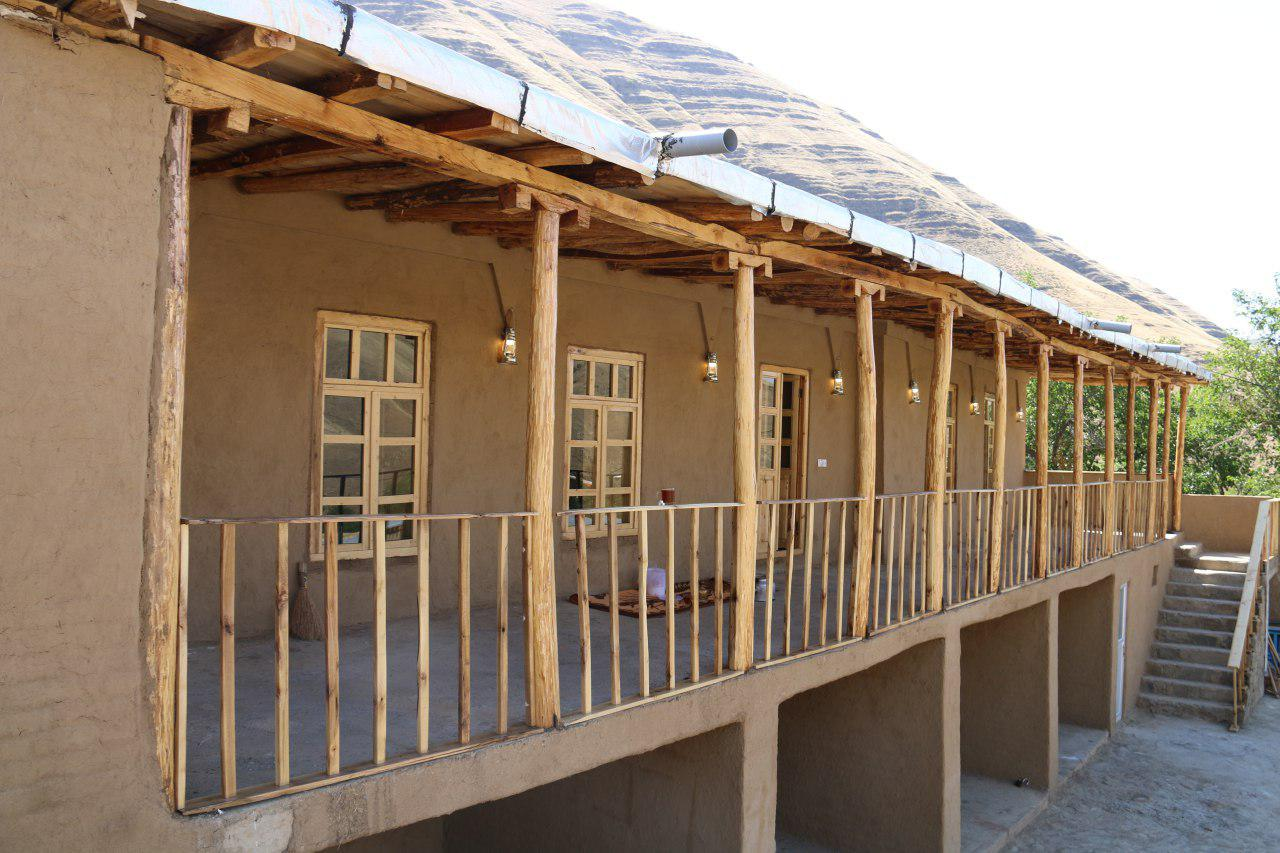
اقامتگاه بوم گردي شوئون

اقامتگاه بوم گردی شوئون در این روستا واقع شده است. این اقامتگاه با معماری و چیدمان سنتی و قدیمی شما را به سالیان دور می برد و تجربه زندگی کردن در خانه های روستایی با وسایل سنتی را برایتان به ارمغان می آورد. همه ساله گردشگران و طبیعت گردان از نقاط مختلف کشور مهمان این خانه ی بومی می شوند تا سفری خاطره انگیز و لذت بخش برای خود به جای گذارند. این خانه ی بومی زیبا دارای 4 باب اتاق 8 نفره که هر کدام دارای 1 تا 2 سرویس تخت خواب است. ظرفیت کلی اسکان و پذیرش 32 گردشگر و اقامت برای شما گردشگران عزیز همراه با صبحانه محلی شامل محصولات محلی و لبنی همین منطقه خواهد بود.